# Loi zêta
 (février 2011).
Si vous disposez d'ouvrages ou d'articles de référence ou si vous connaissez des sites web de qualité traitant du thème abordé ici, merci de compléter l'article en donnant les références utiles à sa vérifiabilité et en les liant à la section « Notes et références ».
En théorie de probabilité et statistiques, la distribution zêta est une loi de probabilité discrète de paramètre {\displaystyle s>1}. Elle est aussi appelée loi de Pareto discrète, en lien avec la loi de Pareto.

## Définition
On dit qu'une variable aléatoire {\displaystyle X} suit une loi zêta de paramètre {\displaystyle s} si :
{\displaystyle \mathbb {P} (X=k)=k^{-s}/\zeta (s)\,}
où {\displaystyle \zeta } est la fonction zêta de Riemann non définie en 1.
Une loi zêta est un sous cas de la loi de Zipf où le paramètre N est infini.

## Moments
Le n-ième moment est défini par l'espérance de Xn :
{\displaystyle m_{n}=\mathbb {E} (X^{n})={\frac {1}{\zeta (s)}}\sum _{k=1}^{\infty }{\frac {1}{k^{s-n}}}}
La série de droite est une représentation de la fonction zêta de Riemann et converge seulement pour les valeurs de s-n strictement supérieures à 1. Ainsi :
{\displaystyle m_{n}=\left\{{\begin{matrix}\zeta (s-n)/\zeta (s)&{\textrm {pour}}~n<s-1\\\infty &{\textrm {pour}}~n\geq s-1\end{matrix}}\right.}

## Lien avec la densité naturelle
Soit A une partie de {\displaystyle \mathbb {N} }, on dit que A a une densité naturelle si {\displaystyle {\frac {\operatorname {Card} (A\cap \{1,\dots ,n\})}{n}}} converge. Notons d(A) la limite. On a alors le résultat suivant : {\displaystyle \mathbb {P} _{s}(X\in A){\underset {s\rightarrow 1^{+}}{\longrightarrow }}d(A)}